# Moisés Santos
Neilton Moisés Santos Mercês (Salvador, 13 de abril de 1984) é um voleibolista brasileiro  que atuando na modalidade de vôlei de praia conquistou a medalha de bronze, categoria Sub-21, na edição do Campeonato Mundial de Vôlei de Praia de 2004 realizado em Portugal e foi medalhista de ouro nos Jogos Sul-Americanos de 2011 no Equador. Representa atualmente o Azerbaijão e já competiu pelos circuitos nacionais de vários países e disputou a primeira edição dos Jogos Europeus de 2015 no Azerbaijão.

## Carreira
Na infância aspirava a carreira de jogador de futebol, participou aos onze anos de idade de uma peneira do Esporte Clube Vitória, arquirrival do seu clube do coração, atuava na posição de zagueiro central, e seu ídolo na época era o futebolista Roque Júnior.Ingressou na escolinha de vôlei da ex-jogadora Ivanise de Jesus , a partir daí trilhou sua carreira.
Sua estreia internacional ocorreu em 2003 ao lado de Igor Hercowitz,ocasião que disputaram a edição do Campeonato Mundial de Vôlei de Praia na categoria Sub-21, edição que foi realizada em Saint Quay Portrieux, França, e finalizaram na nona posição.Em 2004 formou dupla com Pedro Solberg e disputaram a edição do Campeonato Mundial de Vôlei de Praia na categoria Sub-21, edição que foi realizada em Porto Santo, Portugal, que marcou sua conquista da medalha de bronze.
Ao lado de Pedro Solberg conquistou o título do Campeonato Brasileiro de Vôlei de Praia Sub-21 de 2004.Ele contou com apoio do conterrâneo Ricardo Alex Santos, ou seja, na função de padrinho em seu início de carreira, ocasião que migrou em 2005 para a cidade de João Pessoa e passou a jogador com Renatão e estrearam com vitória na etapa de Goiânia.
Também foi incentivado pelo veterano Paulo Emílio Silva, formando uma parceria com ele na temporada 2005 do Circuito Mundial, obtendo os resultados: quinta colocação na Etapa Challenger de Rimini, Roseto degli Abruzzi  e Cagliari, já na Etapa Satélite de Lausana conquistaram o terceiro lugar.Pelo Circuito Banco do Brasil do ano de 2005, ele formou dupla com Felipe Grimaldi, disputaram o qualifying da décima segunda etapa em Natal, ocasião que eram treinados pelo ex-jogador Everaldo Filho.
Na temporada de 2006 ratificou sua parceria com Paulo Emílio na etapa de Brasília, na de João Pessoa, na etapa de Natal e na etapa de Recife;também disputou nesta temporada um qualifying para etapa de Guarulhos ao lado de Giuliano"Xuxo"e com este atleta disputou o qualifying para etapa de Curitiba.
Retomou a parceria com Paulo Emílio no Circuito Banco do Brasil de 2007  disputaram a etapa de Porto Alegre,obtiveram cinco vitórias em sete jogos disputados pela dupla, em Londrina finalizaram na nona posição,na etapa de Santosficaram na décima nona colocação, na etapa de Campo Grande marcaram duas vitórias e duas derrota, no total de quatro jogos disputados, também na etapa de Brasília encerram na décima nona posição, na etapa de Aracaju obtiveram uma vitória e uma derrota, finalizaram na décima oitava posição na etapa de Salvador, na décima nona colocação  na etapa de Vila Velha, na etapa de Cabo Frio  ficaram na nona posição, na etapa de Maceió terminaram no décimo terceiro lugar e na etapa de Recife foram os nonos colocados ao final; já na  etapa de São Luís atuou ao lado de Beto Pitta obtiveram o nono lugar ,  mesma colocação obtida quando jogou com Ricardo na etapa de Teresina.
Jogando com Paulo Emílio na temporada de 2008, obteve a quarta colocação na etapa de Cáceres pelo Circuito Brasileiro Banco do Brasil, pois, não disputou o bronze devido a mal estar  e o vice-campeonato na etapa de Foz do Iguaçu; juntos disputaram a etapa de Praia Atlântida, Xangri-lá, finalizando no décimo terceiro lugar, na etapa de Brasília conquistou o décimo terceiro lugar,já na etapa de Florianópolis somaram cinco vitórias e  duas derrotas, na etapa de Campo Grande finalizaram no décimo terceiro lugar.
Na temporada de 2008 formou dupla com  Alex Sandro Acco e desistiram de disputar o country quota da etapa do Guarujá , válida pelo Circuito Mundial e  disputaram o Circuito Suíço de Vôlei de Praia (Coop Tour) no mesmo ano, conquistando de forma invicta o título da etapa de Locarno, neste circuito jogou com  Júlio César Nascimento a etapa de Appenzell, na qual ficaram no quarto lugar.
Com jogador Ricardo Alex disputou a etapa de Pernambuco pelo Circuito Estadual Banco do Brasil de 2009,  já na etapa de Sergipe válida por este mesmo circuito atuou ao lado de Tiago Santos.Pelo Circuito Brasileiro Banco do Brasil jogou com Paulo Emílio a etapa de Fortaleza, já na etapa de Balneário Camboriú passou a jogar com Rodrigo Saunders, ocasião que finalizaram na décima terceira posição, alcançaram também o décimo nono lugar na etapa de Santa Maria,na etapa de Curitiba obtiveram  o nono lugar,mesma colocação alcançada na etapa de Vitória e também na etapa de  São José dos Campos.
Ainda em 2009 competiu  ao lado de Keko no Circuito Alemão de Vôlei de Praia (Smart Beach Tour)  e conquistou o décimo terceiro lugar na etapa de Usedom e novamente ao lado de Júlio César do Nascimento disputaram o Circuito Italiano de Vôlei de Praia (Skipper Tour) e conquistaram o quarto lugar na etapa de Pescara e novamente pelo Circuito Suíço conquistaram o título da etapa de Zug.
No ano de 2010 voltou a competir pelas etapas do Circuito Mundial, desta vez seu parceiro foi Rhooney Ferramenta, juntos disputaram o country-cota (country quota),  que é o sistema de disputa entre as duplas do mesmo país com vagas no torneio classificatória , no caso para o Aberto da Kristiansand,Noruega, , não obtiveram classificação nesta, da mesma forma ocorreu no Aberto de Brasília,  ainda foram trigésimo terceiro colocados no Aberto de Marseille e o vigésimo quinto no Aberto de Haia.
Disputou em 2010 o Circuito Japonês de Vôlei de Praia (JBV Tour) .Com o jogador Ferramenta disputou a etapa de Zurique pelo Circuito Suíço de 2010, finalizando na quinta posição, além do título de forma invicta da etapa da Basileia, e o vice-campeonato na etapa de Winterthur.
No Circuito Brasileiro de 2010 também atuou ao lado de Ferramenta, disputaram o qualifying da etapa de Maceió, além da fase principal da etapa de Vila Velha, na etapa de Vitória, também conquistaram a quarta posição na etapa de Salvador, ao lado de Giuliano"Xuxo" competiu na etapa de Uberaba e finalizaram na décima nona colocação, na décima terceira colocação na etapa de Goiânia, disputaram o torneio principal da etapa de Campo Grande e ficaram na décima nona posição, disputaram a etapa de São José dos Campos, e a repescagem da etapa de Balneário Camboriu.Com Xuxo representou a cidade de Santos na 74ª edição dos Jogos Abertos do Interior de 2010, realizados na cidade de Santos, ocasião da conquista da medalha de bronze.
Ao lado de Rhooney Ferramenta disputou o country quota do Aberto de Brasília, válida pelo Circuito Mundial de 2011, não obtendo classificação, além disso finalizou na trigésima terceira colocação no Aberto de Praga,  e ao lado de Álvaro Filho não se classificou nos Abertos de Haia e Aland, além da quarta colocação no Aberto de Quebec. Em 2011 pelo Circuito Japonês de Vôlei de Praia (JBV Tour), conquistou ao lado de Nishimura Koichi o terceiro lugar geral da edição.
Voltou a competir no Circuito Suíço na temporada de 2011, novamente ao lado de Ferramenta finaliza na quinta posição na etapa de Zurique,  já na etapa de Locarno competiu com o suíço Marcel Gscheidle e sagraram-se campeões invictos,  mesma colocação obtida na etapa de Zug.
E pelo Circuito Banco do Brasil de 2011, continuo ao lado de Ferramenta, disputaram a etapa do Guarujá, avançando as quartas de final, mesma fase alcançada na etapa de Balneário Camboriu e na etapa de Santa Maria; foi ao lado de Álvaro Filho que disputou a etapa de Maceió, também na etapa de Recife,de João Pessoa, além do quarto lugar obtido na etapa do Rio de Janeiro .
Competiu na edição dos Jogos Sul-Americanos de 2011 ao lado de Vitor Felipe, realizado em Manta, Equador, ocasião da conquista da medalha de ouro e com Álvaro Filho conquistou o vice-campeonato da etapa de Limoneiro, Brasil, pelo Circuito Sul-Americano de Vôlei de Praia 2011-12.
Com Vitor Felipe disputou sete etapas do Circuito Mundial de 2012, não obtendo classificação nos Grand Slams de Moscou, Roma, Gstaad, Berlim e Klagenfurt, além do vigésimo quinto lugar no Aberto de Myslowice, e o sétimo no Aberto de Brasília.
Ratificou a parceria com Vitor Felipe no Circuito Brasileiro de 2012-13 disputou as etapas de João Pessoa, de Fortaleza, na qual avançou as quartas de final, alcançaram a sétima posição na etapa de Brasília; formou dupla com Oscar Brandão e disputaram a etapa do Rio de Janeiroconquistando o vice-campeonato, também jogaram juntos a etapa de Maceió e de João Pessoa, e conquistaram o bronze na etapa de Olinda (PE); atuou também com Thiago Aranha na etapa de Cuiabá do Circuito Brasileiro 2012-13, alcançando o título; com Aranha conquistou o terceiro lugar na etapa de Curitiba, atuaram juntos na etapa de Campinas; no mesmo circuito jogou com Emanuel Rego a etapa de Belo Horizonte, eliminados nas quartas de final,  alcançando o bronze ao lado de Thiago Aranha, também conquistou o título da etapa de Fortaleza ao lado de Vitor Felipe pelo Circuito Estadual Banco do Brasil, neste mesmo circuito alcançaram a terceira posição em Cuiabá.
Ao lado de Vitor Felipe disputou etapas do Circuito Alemão de Vôlei de Praia (Smart Beach Tour) de 2012, alcançando o quarto lugar na etapa de Münster, alcançou a nona colocação ao lado de Branco na etapa de Frankfurt.Recebeu em 2012 da  Sudesb o prêmio de destaque do ano na categoria vôlei de praia em 2011.
Concorreu ao título de Muso do Circuito Banco do Brasil 2012-13chegando a final da votação e finalizando em segundo lugar.Com Oscar Brandão disputou a etapa de Brasília pelo Circuito Brasileiro 2012-13.
Em 2013 disputou o Circuito Austríaco de Vôlei de Praia ao lado de Benedikt Jankowski obtendo a nona colocação na etapa de Rum.Na temporada de 2013-14  atuou com Márcio Araújo no Circuito Brasileiro Banco do Brasil Challenger na etapa de Aracaju, também formou dupla com  Gilmário Vidal na etapa do Rio de Janeiro do Circuito Banco do Brasilfinalizando com o bronze; com ele também disputou a etapa de São José, a etapa de Recife,  a etapa de São Luís, etapa do Guarujá, etapa de Vitória; já ao lado de Jorge Ferreira Terceiro disputou a etapa de Natal, de João Pessoa e na de Maceió em 2014 válida pela temporada.
Com Jorge disputou a primeira edição do SuperPraia A de 2014 realizado em Salvadore  finalizaram na sétima colocação.Neste ano ele pretendia morar no leste europeu e naturalizar-se azerbaijano e representando Azerbaijão formou dupla com Iaroslav Rudykh disputou o qualifying da Paraná Open de Beach Volley de 2014 na Argentina, não se classificando.
Representando o Azerbaijão competiu com Artem Fedorov  na etapa do Grupo D da Continental Cup do Circuito Europeu em Belgrado na Sérvia conquistando o primeiro lugar.Ao lado deste jogador competiu no Masters de Baku de 2014, ocasião que encerraram na décima terceira posição. Com Iaroslav Rudykh disputou o Circuito do Leste Europeu , organizado pela Associação Zonal do Leste Europeu de Voleibol de Praia (EEVZA),  ocasião que finalizaram em quinto lugar na etapa de Batumi, Georgia e na etapa de Riga, Letônia, alcançaram a décima terceira posição.
Em 2015 disputou uma etapa do Circuito Mundial ao lado de Iaroslav Rudykh e finalizaram na quadragésima primeira posição no Aberto de Fuzhou.E juntos disputaram a etapa do Grupo A da Continental Cup do Circuito Europeu em Baden na Áustria conquistando o terceiro lugar.
Ainda em 2015 jogou com Iaroslav Rudykh pelo Circuito Austríaco de Vôlei de Praia, e conquistou o quarto lugar na etapa de Rum.Juntos competiram na primeira edição dos Jogos Europeus de 2015 em Baku, alcançando a nona posição e encerram na vigésima quinta colocação no Masters de Jumala, Letônia. Com Iaroslav Rudykh disputou o Circuito do Leste Europeu (EEVZA) e conquistaram a décima sétima colocação na etapa de Moscou e anona posição na etapa de Batumi pelo mesmo circuito, quando jogou ao lado de Yevgeniy Kovalenko .Nesta temporada disputou o Circuito Suíço de Vôlei de Praia 2015, conquistando o título da etapa de Genf ao lado de Alexei Strasser.
Voltou a competir pelo Circuito Brasileiro Banco do Brasil de 2015-16 ao lado de Léo Vieira e foram campeões da etapa de Maringá e juntos terminaram na décima colocação na quarta  etapa do Rio de Janeiro;alcançou a nona posição na etapa de Fortaleza ao lado de Harley Marques mesma colocação obtida juntos na sexta etapa do Rio de Janeiro, ainda com esta formação conquistou o título da etapa de Saquarema.
Em 2016 formou dupla com Márcio Gaudie e competiram em etapas do Circuito Suíço e classificaram ao final da etapa de Locarno na quinta colocação, alcançaram o bronze na etapa de Genf e o vice-campeonato nas etapas de Olten .Também com Márcio Guadie conquistou o vice-campeonato na etapa de Krems pelo Circuito Austríaco.Pelo Circuito Brasileiro de Vôlei de Praia Nacional 2016-17 alcançou  o terceiro lugar na etapa de Maringáformando dupla com Allisson Francioni e ao lado de Gilmário alcançou o quarto lugar na etapa de Uberlândia, vice-campeões na etapa de São José.Disputou a edição do Superpraia 2017 em Niterói ao lado de Benjamiin Insfran, finalizando na décima terceira colocação.

## Títulos e resultados
- Etapa Satélite de Lausana:2005[6]
- Etapa do Aberto de Quebec:2011[6]
- Etapa de Belgrado da  Continental Cup  da CEV de Vôlei de Praia:2014[6]
- Etapa de Baden da  Continental Cup  da CEV de Vôlei de Praia:2015[6]
- Etapa de Limoeiro do Circuito Sul-Americano de Vôlei de Praia:2011-12[114]
- Etapa de Genf do Circuito Suíço de Vôlei de Praia:2015[6]
- Etapa da Zug do Circuito Suíço de Vôlei de Praia:2011[101]
- Etapa da Basileia do Circuito Suíço de Vôlei de Praia:2010[74]
- Etapa de Locarno do Circuito Suíço de Vôlei de Praia:2008[48],2011[100]
- Etapa de Olten do Circuito Suíço de Vôlei de Praia:2016[6]
- Etapa de Winterthur do Circuito Suíço de Vôlei de Praia:2010[75]
- Etapa de Genf do Circuito Suíço de Vôlei de Praia:2016[6]
- Etapa de Locarno do Circuito Suíço de Vôlei de Praia:2008 [49]
- Etapa de Rum do Circuito Austríaco de Vôlei de Praia:2016[6]
- Etapa de Rum do Circuito Austríaco de Vôlei de Praia:2015[6]
- Etapa de Münster do Circuito Alemão de Vôlei de Praia:2012[144]
- Circuito Japonês de Vôlei:2011[72]
- Etapa de Pescara do Circuito Italiano de Vôlei de Praia:2009[64]
- Etapa de Saquarema do Circuito Brasileiro Banco do Brasil:2015-16[180]
- Etapa de Maringá do Circuito Brasileiro Banco do Brasil:2015-16[175]
- Etapa do Cuiabá do Circuito Brasileiro Banco do Brasil:2012-13[39]
- Etapa do Rio de janeiro do Circuito Brasileiro Banco do Brasil:2012-13[39]
- Etapa de Foz do Iguaçu do Circuito Brasileiro Banco do Brasil:2008[2][39]
- Etapa do Rio de janeiro do Circuito Brasileiro Banco do Brasil:2013-14[39]
- Etapa de Belo Horizonte do Circuito Brasileiro Banco do Brasil:2012-13[140]
- Etapa de Curitiba do Circuito Brasileiro Banco do Brasil:2012-13[135]
- Etapa de Salvador do Circuito Brasileiro Banco do Brasil:2010[39]
- Etapa de Cáceres do Circuito Brasileiro Banco do Brasil:2008[39]
- Etapa do Rio de Janeiro do Circuito Brasileiro Banco do Brasil:2011[39]
- Etapa de São José do Circuito Brasileiro de Vôlei de Praia- Nacional:2016-17[183]
- Etapa de Maringá do Circuito Brasileiro de Vôlei de Praia- Nacional:2016-17[181]
- Etapa de Uberlândia do Circuito Brasileiro de Vôlei de Praia- Nacional:2016-17[182]
- Etapa do Fortaleza do Circuito Estadual Banco do Brasil:2012-13[141]
- Etapa do Pernambuco do Circuito Estadual Banco do Brasil:2012-13)[131]
- Etapa do Cuiabá do Circuito Estadual Banco do Brasil:2012-13[142]
- Jogos Abertos do Interior de São Paulo:2010[89]
- Circuito Brasileiro Banco do Brasil Sub-21:2004[10]

## Premiações individuais
- Vice-campeão do Muso da Praia do Circuito Banco do Brasil de 2012-13[149]
- Atleta Destaque do Vôlei de Praia de 2011 (Sudesb)[146]